# 加蘭 (阿肯色州)
加蘭（英語：Garland）是一個位於美國阿肯色州米勒縣的城鎮。

## 地理
加蘭的座標為33°21′44″N 93°42′54″W / 33.36222°N 93.71500°W，而該地的平均海拔高度為69米（即226英尺）。

## 人口
根據2020年美國人口普查的數據，加蘭的面積為2.27平方千米，皆為陸地。當地共有人口195人，而人口密度為每平方千米85人。